# 格拉西亚斯-阿迪奥斯省
格拉西亚斯-阿迪奥斯省是洪都拉斯18個省（departamentos）之一，省會為伦皮拉港，屬蚊子海岸的一部分，省名在西班牙語中意為「感謝上天」，故亦有“天恩省”之譯稱。该省南与尼加拉瓜接壤，東面及北面瀕臨加勒比海。該省成立於1957年，自哥倫布省和奥兰乔省劃出土地組成。直至1975年，該省曾以布魯斯拉古納為省會。該省和洪都拉斯其他地方的交通相對不方便，省內主要城市主要靠航空交通聯繫。
格拉西亚斯-阿迪奥斯省轄地面積為16,630平方公里，2005年的預計人口為76,278。該省是洪國陸地面積的第二大省，但人煙稀少。全省大部為松林草原、沼澤和熱帶雨林。但省內農地的擴張對這些自然資源產生不斷的威脅。

## 地理
洪都拉斯最大的潟湖──卡拉塔斯卡潟湖（Laguna de Caratasca）位於該省境內。

## 轄下城市
1. 阿華斯市（Ahuas）
2. 布魯斯拉古納市（Brus Laguna）
3. 胡安弗蘭西斯科布爾內斯市（Juan Francisco Bulnes）
4. 伦皮拉港（Puerto Lempira）
5. 拉蒙維勒達莫拉雷斯市（Ramón Villeda Morales）
6. 凡普瑟皮（Wampusirpi）

1. ↑   (PDF).   [2024-01-11]. （原始内容存档 (PDF)于2024-02-01）.
2. ↑  . hdi.globaldatalab.org.   [2018-09-13]. （原始内容存档于2018-09-23） （英语）.
3. ↑   [Consult INE online database: Population and Housing Census 2013]. Instituto Nacional de Estadística (INE). El Instituto Nacional de Estadística (INE). 1 August 2018  [2018-09-13]. （原始内容存档于2022-05-22） （西班牙语）.